# Noureddine Ould Ali
Noureddine Ould Ali (arab. نور الدين ولد علي; ur. 23 czerwca 1972 w Bab El Oued) – algierski trener piłkarski. Od 2018 roku jest selekcjonerem reprezentacji Palestyny.

## Kariera trenerska
Karierę trenerską Ould Ali rozpoczął od pracy w reprezentacji Bahrajnu, gdzie pracował jako asysent. Asystentem był również w 2012 roku w reprezentacji Palestyny, w latach 2012-2013 w MC Algier i w latach 2014-2018 ponownie w reprezentacji Palestyny. W 2018 roku samodzielnie objął tę reprezentację po Boliwijczyku Julio Césarze Baldivieso. W 2019 roku poprowadził ją w Pucharze Azji 2019.